# Koltjärnen (Jokkmokks socken, Lappland)
Koltjärnen är en sjö i Jokkmokks kommun i Lappland och ingår i Luleälvens huvudavrinningsområde.